# Atriplex pseudonitens
Atriplex pseudonitens är en amarantväxtart som beskrevs av Philipp Johann Ferdinand Schur. Atriplex pseudonitens ingår i släktet fetmållor, och familjen amarantväxter. Inga underarter finns listade i Catalogue of Life.